# Cormoyeux
Cormoyeux és un municipi francès, situat al departament del Marne i a la regió del Gran Est. L'any 2007 tenia 120 habitants.

## Demografia

### Població
El 2007 la població de fet de Cormoyeux era de 120 persones. Hi havia 50 famílies, de les quals 12 eren unipersonals (8 homes vivint sols i 4 dones vivint soles), 17 parelles sense fills i 21 parelles amb fills.
La població ha evolucionat segons el següent gràfic:
Habitants censats

### Habitatges
El 2007 hi havia 68 habitatges, 50 eren l'habitatge principal de la família, 10 eren segones residències i 8 estaven desocupats. Tots els 67 habitatges eren cases. Dels 50 habitatges principals, 43 estaven ocupats pels seus propietaris, 4 estaven llogats i ocupats pels llogaters i 3 estaven cedits a títol gratuït; 1 tenia dues cambres, 5 en tenien tres, 10 en tenien quatre i 33 en tenien cinc o més. 46 habitatges disposaven pel capbaix d'una plaça de pàrquing. A 26 habitatges hi havia un automòbil i a 20 n'hi havia dos o més.

### Piràmide de població
La piràmide de població per edats i sexe el 2009 era:
| Homes | Edats   | Dones |
| ----- | ------- | ----- |
| 0     | 95 o +  | 0     |
| 0     | 90 a 94 | 1     |
| 2     | 85 a 89 | 0     |
| 1     | 80 a 84 | 2     |
| 2     | 75 a 79 | 3     |
| 5     | 70 a 74 | 3     |
| 3     | 65 a 69 | 1     |
| 2     | 60 a 64 | 3     |
| 3     | 55 a 59 | 3     |
| 5     | 50 a 54 | 3     |
| 2     | 45 a 49 | 5     |
| 9     | 40 a 44 | 5     |
| 5     | 35 a 39 | 2     |
| 2     | 30 a 34 | 6     |
| 2     | 25 a 29 | 5     |
| 2     | 20 a 24 | 4     |
| 4     | 15 a 19 | 0     |
| 4     | 10 a 14 | 1     |
| 3     | 5 a 9   | 3     |
| 4     | 0 a 4   | 3     |

## Economia
El 2007 la població en edat de treballar era de 76 persones, 60 eren actives i 16 eren inactives. De les 60 persones actives 58 estaven ocupades (31 homes i 27 dones) i 2 estaven aturades (2 dones i 2 dones). De les 16 persones inactives 6 estaven jubilades, 6 estaven estudiant i 4 estaven classificades com a «altres inactius».

### Ingressos
El 2009 a Cormoyeux hi havia 49 unitats fiscals que integraven 120 persones, la mediana anual d'ingressos fiscals per persona era de 24.836 €.

### Activitats econòmiques
Dels 3 establiments que hi havia el 2007, 2 eren d'empreses de construcció i 1 d'una empresa immobiliària.
Dels 2 establiments de servei als particulars que hi havia el 2009, 1 era un paleta i 1 electricista.
L'any 2000 a Cormoyeux hi havia 26 explotacions agrícoles que ocupaven un total de 54 hectàrees.

## Poblacions més properes
El següent diagrama mostra les poblacions més properes.